# Artur Becker

Sello postal de la RDA dedicado a Artur Becker, emitido en 1966.

Artur Becker (Remscheid, 12 de mayo de 1905 - Burgos, 16 de mayo de 1938) fue un político comunista alemán, organizador del Liga de los Jóvenes Comunistas de Alemania (KJVD) y miembro de las Brigadas Internacionales en la Guerra Civil Española.

## Biografía
Después de realizar sus estudios primarios en Remscheid, Becker aprendió los oficios de cerrajero y maquinista. Siendo adolescente se unió en 1919 a la Juventud Libre Socialista, en 1920 a la Liga de los Jóvenes Comunistas de Alemania (KJVD) y en 1922 al Partido Comunista de Alemania (KPD). Desde 1926 entró en la política activa. Dos años años ya era miembro del Comité Ejecutivo de la Internacional Juvenil Comunista (IJC), y desde 1928 miembro del Comité Central de la KJVD. En las elecciones de 1930 fue elegido diputado en el Reichstag, renovando su mando varias veces más hasta 1933.
Tras la toma del poder por los nazis en 1933, hubo marchar al exilio y se trasladó a Moscú.
Más adelante marchó a España para participar en la defensa de la República Española. Integrado en las Brigadas Internacionales, desde agosto de 1937 tomó parte en los combates y a partir de la primavera de 1938 se convirtió en comisario político del Batallón Thälmann. El 13 de abril de 1938 fue cayó gravemente herido y fue hecho prisionero por las fuerzas franquistas. Según algunos informes de la Gestapo fechados en 1939, Becker fue fusilado el 16 de mayo de 1938 en una prisión de Burgos, tras varias semanas de interrogatorios. La Gestapo hizo una búsqueda, pero no puedo hallar indicios de su paradero.
Su figura fue recordada y honrada en la República Democrática Alemana (RDA).